# NGC 5127
NGC 5127 је елиптична галаксија у сазвежђу Ловачки пси која се налази на NGC листи објеката дубоког неба.
Деклинација објекта је + 31° 33' 55" а ректасцензија 13h 23m 45,2s. Привидна величина (магнитуда) објекта NGC 5127 износи 12,5 а фотографска магнитуда 13,5. NGC 5127 је још познат и под ознакама UGC 8419, MCG 5-32-13, CGCG 161-42, PGC 46809.